# Districte d'Eráti
El districte d'Eráti és un districte de Moçambic, situat a la província de Nampula. Té una superfície de 5.671 kilòmetres quadrats. En 2007 comptava amb una població de 256.715 habitants. Limita al nord amb el districte de Chiúre de la província de Cabo Delgado, a l'oest amb el districte Mecubúri, al sud amb els districtes de Muecate i Nacarôa, i a l'est amb el districte de Memba.

## Divisió administrativa
El districte està dividit en tres postos administrativos (Alua, Namapa-Eráti i Namiroa), compostos per les següents localitats:
- Posto administrativo d'Alua:
  - Alua
  - Samora Machel
- Posto Administrativo de Namapa-Eráti:
  - Namapa
  - Odinepa
- Posto Administrativo de Namiroa:
  - Muanona
  - Namiroa